# Gare de Hombourg (Belgique)
Ne doit pas être confondu avec Gare de Hombourg-Budange ou Gare de Hombourg-Haut.
La gare de Hombourg (néerlandais: Station Homburg) est une ancienne gare ferroviaire belge située à Hombourg.

## Situation ferroviaire
La gare se trouvait sur la ligne 38, désormais fermée et entièrement démontée pour en faire un "Ravel".

## Histoire et patrimoine ferroviaire
La gare est ouverte en 1895 en même temps que la section Aubel - Plombières de la Ligne 38. Elle constitue alors le seul arrêt entre Aubel et Plombières et sa construction a été mise en adjudication en 1892.
Ce bâtiment est une gare de plan type 1881 légèrement plus grande que les gares ordinaires de ce type puisque l’aile qui servait de salle d’attente compte quatre travées au lieu de trois, la quatrième travée servant de magasin pour les colis.
Du temps de sa construction, cette gare comprenait le logement de fonction du chef de gare, son bureau et le guichet (dans le corps central de deux étages), une salle d’attente et un magasin dans basse disposée à droite du corps central et les commodités ainsi que plusieurs fonctions annexes dans l’aile à toit plat disposée à gauche de la gare.
Pendant la Première Guerre mondiale, l’occupant fit construire une nouvelle ligne munie de nombreux ouvrages d’art entre Tongres et le tunnel frontalier de Gemmenich sur la ligne vers Aix-la-Chapelle. Cette ligne destinée au trafic lourd passait par Montzen où se trouvaient une gare et un important triage. Conséquence, une nouvelle section de la ligne 38 sera construite entre une bifurcation située de l’autre côté du tunnel de Hombourg et la nouvelle gare de Montzen qui sera également raccordée à d’autres lignes par le biais de lignes nouvelles. Cette section de ligne entre Montzen et Hombourg est appelée ligne 38/1.
Conséquence de ce raccourci, l’ancienne portion de la ligne 38 entre Hombourg et Plombières ainsi que la portion de la ligne 39 qui passait par Plombières perdront leur trafic de transit et fermeront au début des années 1950.

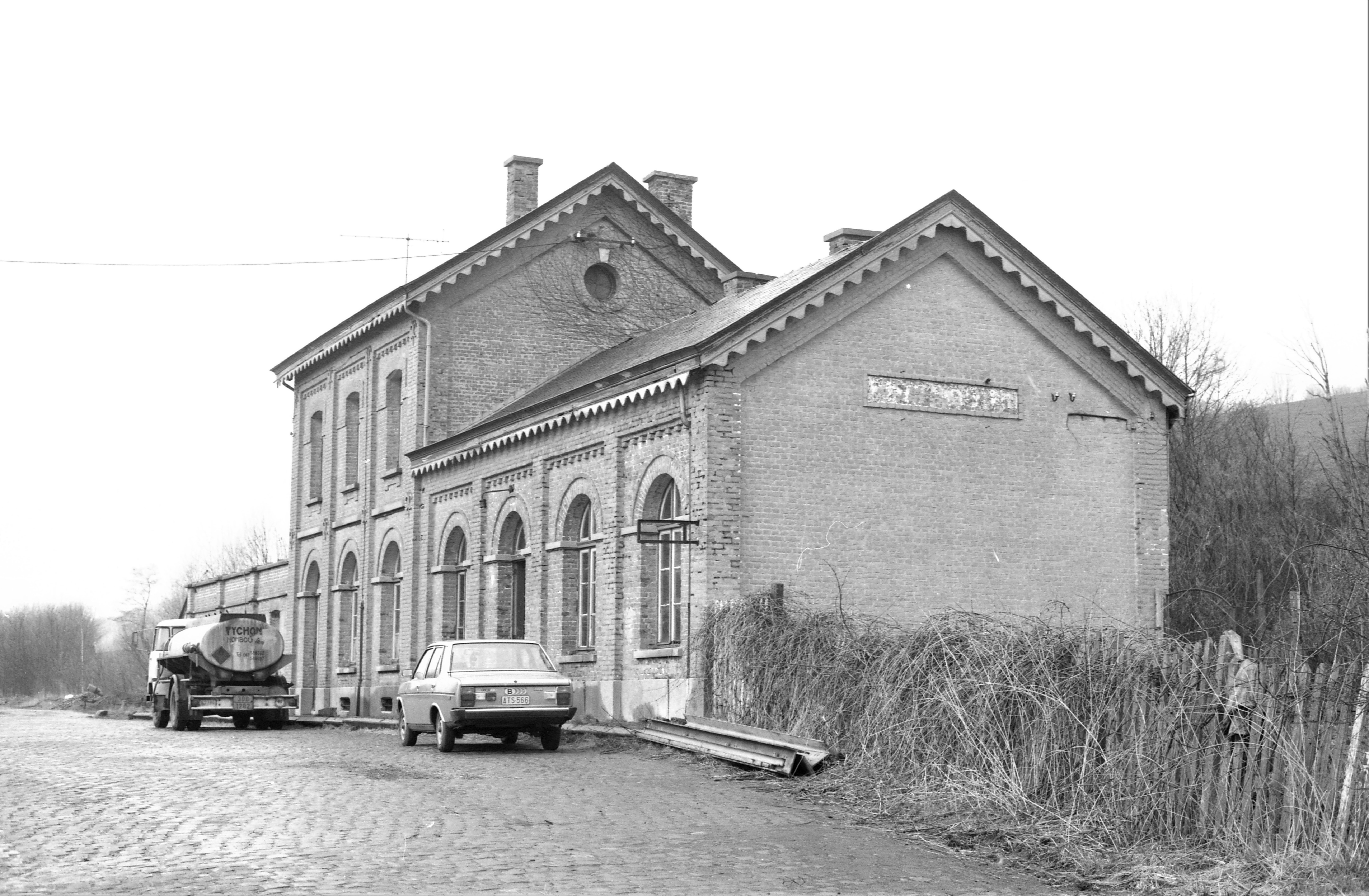
La gare de Hombourg côté rue le 17 mars 1978.

En 1940, l’armée belge fait sauter le tunnel de Hombourg lors de l’invasion (il avait déjà été dynamité en 1914). Les dégâts sont tels que le tunnel, peu profond, est entièrement excavé et est remplacé par une tranchée. L’occupant allemand reprit le contrôle sur les cantons de l'est et y rajouta plusieurs communes dont celle de Hombourg. La gare frontière se trouvait désormais à Aubel et Hombourg était une gare de la Reichsbahn allemande.
Durant l'occupation allemande, la gare servait les besoins des Allemands et abritait des bergers allemands.
Le trafic des trains diminua drastiquement après la guerre et le 17 janvier 1955, Hombourg, tout comme plusieurs gares de la ligne, devint un point d’arrêt facultatif (PAF), dont l’arrêt se faisait uniquement à la demande.
La desserte des voyageurs fut définitivement arrêtée le 2 juin 1957. Au-delà de Battice, le trafic des marchandises disparut en 1962, année de la fermeture de la gare de Hombourg aux marchandises.
Après sa fermeture et avant de devenir salle de fête, elle servait de magasin de fruits, de charbon, de paille, de foin, de mazout et de patates. Les bâtiments appartenait aux collectifs avant de devenir propriété privée; parfois des locaux plus âgées viennent encore pour passer un peu de temps sans comprendre qu'elle est maintenant en mains privées.
Depuis sa fermeture, la gare a été transformée en 2007 en salles de fête et quelques wagons préservés servent de gîte . Les wagons consistent entre autres d’un wagon hôpital de 1954 avec les couchettes d’origine et d’un wagon postal  . Ouverts au public depuis 2014, la restauration des wagons se fait « dans un souci d'authenticité », gardant au possible les items originaux. Au total, 22 personnes peuvent y loger.

### Chemin de Fer des Trois Frontières (CF3F)
Après la fermeture de la gare, le site est resté à l'abandon pendant des années jusqu'à ce qu'il soit vendu en 1981, avec 2 kilomètres de voie ferrée, un particulier souhaitait y créer un musée ferroviaire. À cet effet, le bâtiment a été restauré et la voie ferrée jusqu'à la ligne 24 (à Montzen) a été reconstruite en 1999 par le nouveau propriétaire de la gare.
L'association ferroviaire "Chemin de Fer des Trois Frontières (CF3F)" (en néerlandais : Spoorweg der drie Grenzen) a été fondée en 2009, et a pour objectif de réaliser un chemin de fer touristique entre la gare de Hombourg et celle de Raeren (via Montzen). Elle remet également en état le parc ferroviaire qu'un particulier leur a parrainé.
L’asbl a été renommée projet "History Park (CF3F)" dont l'ouverture officielle est (normalement) prévue pour juillet 2026.

#### La liste du matériels ferroviaires préservés (et visible) à la gare de Hombourg
Les listes suivantes ne sont pas exhaustives et devront être complétées ou actualisées au fil du temps (dernière actualisation en janvier 2024) :

#### Locotracteur et draisine
| Matricule                                                | Constructeur et date               | État actuel                                            | Origine et informations techniques | Photo |
| -------------------------------------------------------- | ---------------------------------- | ------------------------------------------------------ | --- | ----- |
| Locotracteur diesel Deutz no 9903                        | Deutz (Allemagne), 1967 (no 58227) | Opérationnel (restauré en livrée verte SNCB).          | - 5 m, 14 t, vitesse maximum : 00 km/h (55 ch). - Capacité du réservoir à gazole : 000 L. |       |
| Draisine d'inspection de Type 7 - no 702 (38.025.702.60) | Perkins, 1949                      | Hors service (en attente d'une restauration complète). | - Ex-SNCB - Ancienne draisine (ou Lorry) d'inspection des voies ferrées mais aussi pour le transport des ouvriers et du matériel requis pour l'entretien des voies. - Acquise en 2021 via le Stoomtrein Dendermonde-Puurs (en Flandre). - 7 m, 15 t, vitesse maximum : 70 km/h. - Capacité du réservoir à gazole : 225 L. |       |

#### Voitures à voyageurs & fourgons
| Matricule                                           | Constructeur et date                      | État actuel                                                   | Origine et informations techniques | Photo |
| --------------------------------------------------- | ----------------------------------------- | ------------------------------------------------------------- | --- | ----- |
| Voiture GCI no 9x.xxx - C (3e classe)               | Constructeur et date inconnue.            | Hors service (épave, en attente d'une restauration complète). | - Ex-SNCB. - 15 m, 19 t, vitesse maximum : 80 km/h. - Acquise via le Stoomtrein Dendermonde-Puurs (en Flandre). |       |
| Voiture GCI no 9x.xxx - C (3e classe)               | Constructeur et date inconnue.            | Hors service (épave, en attente d'une restauration complète). | - Ex-SNCB. - 15 m, 19 t, vitesse maximum : 80 km/h. - Acquise via le Stoomtrein Dendermonde-Puurs (en Flandre). |       |
| Voiture K1 - B11 (2e classe) - no 22.064            | Ateliers métallurgiques de Nivelles, 1934 | Hors service (en attente d'une restauration complète).        | - Ex-SNCB. - 23 m, 42⁄53 t, vitesse maximum : 140 km/h. - 108 places assises. - Mise hors service en 1984. - Numéro UIC : 50 88 21-66 024-0.                                                                                             |       |
| Voiture K1 - B7D (2e classe + fourgon) - no 29.122  | Énergie, 1934                             | Hors service (en attente d'une restauration complète).        | - Ex-SNCB. - 23 m, 42⁄53 t, vitesse maximum : 140 km/h. - 69 places assises. - Mise hors service en 1986. - Numéro UIC : 50 88 82-48 009-0.                                                                                              |       |
| Voiture I1 - B11 (2e classe) - no 12.024            | Usines Ragheno, 1934                      | Hors service (en attente d'une restauration complète).        | - Ex-SNCB. - 22 m, 50⁄53 t, vitesse maximum : 140 km/h. - 88 places assises. - Mise hors service en 1980. - Numéro UIC : 51 88 21-40 112-3.                                                                                              |       |
| Voiture I1 - B11 (2e classe) - no 12.031            | Usines Ragheno, 1934                      | Hors service (en attente d'une restauration complète).        | - Ex-SNCB. - 22 m, 50⁄53 t, vitesse maximum : 140 km/h. - 88 places assises. - Mise hors service en 1980. - Numéro UIC : 51 88 21-40 119-8.                                                                                              |       |
| Voiture I1 B11 (2e classe) - no 12.040              | Ateliers Familleureux, 1939               | Hors service (en attente d'une restauration complète).        | - Ex-SNCB. - 22 m, 50⁄53 t, vitesse maximum : 140 km/h. - 88 places assises. - Mise hors service en 1978. - Numéro UIC : 51 88 21-40 128-9.                                                                                              |       |
| Voiture I1 A4B4 (1re/2e classe) - no 13.013         | La Brugeoise et Nicaise et Delcuve, 1933  | Hors service (en attente d'une restauration complète).        | - Ex-SNCB. - 22 m, 50⁄53 t, vitesse maximum : 140 km/h. - 88 places assises. - Mise hors service en 1978. - Numéro UIC : 51 88 38-40 113-2.                                                                                              |       |
| Fourgon "RIC" no 17.010                             | Ateliers Germain, 1934                    | Hors service (en attente d'une restauration complète).        | - Fourgon ex-SNCB de type long. - 19 m, 40 t, vitesse maximum : 140 km/h. - Mis hors service en 1983. - Numéro UIC : 51 88 95-40 910-1.                                                                                                  |       |
| Fourgon "RIC" no 17.101                             | CCC, 1938                                 | Hors service (en attente d'une restauration complète).        | - Fourgon ex-SNCB de type court. - 16 m, 37 t, vitesse maximum : 140 km/h. - Numéro UIC : 51 88 95-40 914-3. |       |
| Fourgon "RIC" no 77.013                             | La Hestre, 1934                           | Hors service (en attente d'une restauration complète).        | - Fourgon ex-SNCB du service intérieur. - 15 m, 31 t, vitesse maximum : 140 km/h. - Numéro UIC : 50 88 92-66 903-9. |       |
| Fourgon "RIC" no 77.014                             | La Hestre, 1934                           | Hors service (en attente d'une restauration complète).        | - Fourgon ex-SNCB du service intérieur. - 15 m, 31 t, vitesse maximum : 140 km/h. - Numéro UIC : 50 88 92-66 904-7. |       |
| Voiture "Technorame" no 12 (no 17.801)              | Usines Ragheno, 1933                      | Hors service (en attente d'une restauration complète).        | - Voiture construite sous le numéro d'origine no 12.901 venant d'une voiture I1 B7R de 2e classe. - Numéro UIC : 51 88 85-65 101-9. - 22 m, 40⁄45 t, vitesse maximum : 140 km/h. - Transformée par l'Atelier Central de Malines en 1973. |       |
| Voiture "Technorame" n°?? (no 17.802)               | Usines Ragheno, 1933                      | Hors service (en attente d'une restauration complète).        | - Voiture construite sous le numéro d'origine no 12.084 venant d'une voiture I1 B11 de 2e classe. - Numéro UIC : 51 88 21-65 107-3. - 22 m, 40⁄45 t, vitesse maximum : 140 km/h. - Transformée par l'Atelier Central de Malines en 1974. |       |
| Voiture "Technorame" n°?? (no 17.803)               | Usines Ragheno, 1933                      | Hors service (en attente d'une restauration complète).        | - Voiture construite sous le numéro d'origine no 12.085 venant d'une voiture I1 B11 de 2e classe. - Numéro UIC : 51 88 21-65 108-1. - 22 m, 40⁄45 t, vitesse maximum : 140 km/h. - Transformée par l'Atelier Central de Malines en 1976. |       |
| Voiture "Technorame" n°?? (no 17.804)               | Ateliers Germain, 1931/32                 | Hors service (en attente d'une restauration complète).        | - Voiture construite sous le numéro d'origine no 12.083 venant d'une voiture I1 B11 de 2e classe. - Numéro UIC : 51 88 99-40 003-9. - 22 m, 40⁄45 t, vitesse maximum : 140 km/h. - Transformée par l'Atelier Central de Malines en 1976. |       |
| Voiture "Technorame" - "Expo-Info" n°?? (no 27.801) | La Brugeoise et Nicaise et Delcuve, 1934  | Hors service (en attente d'une restauration complète).        | - Voiture construite sous le numéro d'origine no 22.609 venant d'une voiture K1 B9 de 2e classe. - Numéro UIC : 50 88 29-48 007-0. - 23 m, 42⁄53 t, vitesse maximum : 140 km/h. - Transformée à Schaerbeek en 1982.                      |       |

L'asbl possédait au départ de 4 voitures de la rame "Technorame". Malheureusement, vu leur très mauvais état, 3 d'entre elles ont dû être ferraillées ... Heureusement il en reste encore une, qui servira (une fois restaurée) pour présenter des expositions et des projections de films de la SNCB des années 70. Ces voitures ont été entièrement reconstruites pour accueillir des expositions de la Wallonie en 1989, tirées par la locomotive électrique 2109 de la SNCB qui était en livrée bleu clair.

#### Wagons de marchandises
| Matricule (noms)                     | Constructeur et date           | État actuel                                            | Origine et informations techniques                                                                  | Photo |
| ------------------------------------ | ------------------------------ | ------------------------------------------------------ | --------------------------------------------------------------------------------------------------- | ----- |
| Wagon atelier de Montzen dit "Jules" | Constructeur et date inconnue. | Hors service (en attente d'une restauration complète). | - 00 m, 00 t, vitesse maximum : 00 km/h. - Une fois restauré, ce wagon servira comme wagon atelier. |       |